# Michel Bouillon

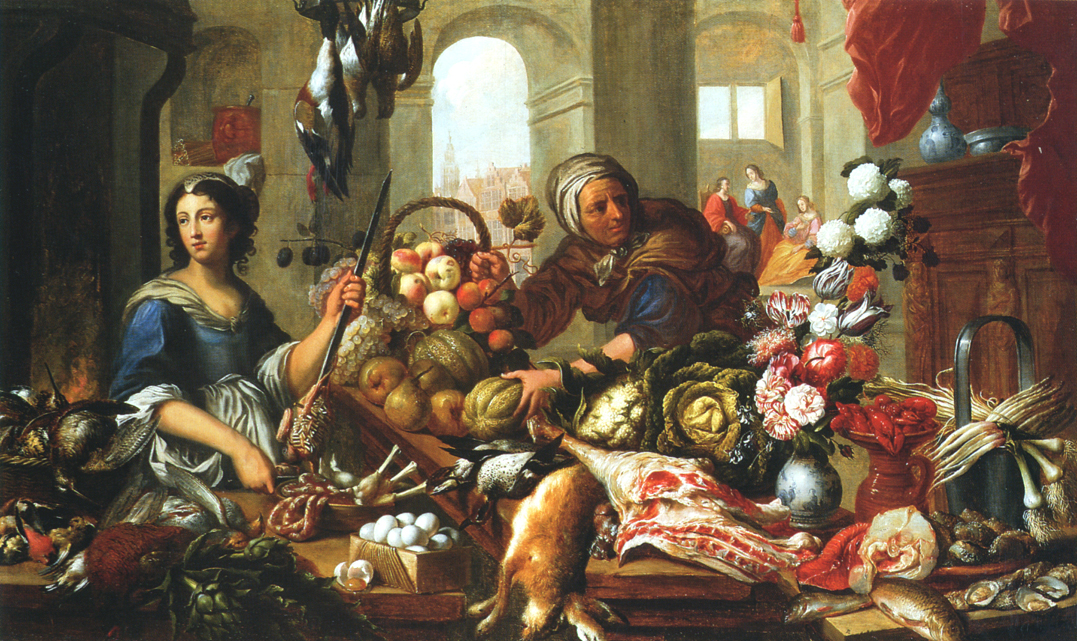
Bouillon: Intérieur de cuisine avec Jésus chez Marthe et Marie

Michel Bouillon, troligen född i Ere, i dag en del av Tournai, var en fransk konstnär verksam åren 1638-1660. Litet är känt om honom.